# Division 2 1987/88
Die Division 2 1987/88 war die 49. Austragung der zweithöchsten französischen Fußballliga. Es handelte sich seit 1970 um eine offene Meisterschaft mit Profis und Amateuren. Gespielt wurde vom 18. Juli 1987 bis zum 21. Mai 1988; von Mitte Dezember bis Mitte Februar gab es eine diesmal zweimonatige Winterpause.
Zweitligameister wurde Racing Strasbourg.

## Vereine
Teilnahmeberechtigt waren die 27 Vereine, die nach der vorangegangenen Spielzeit weder in die erste Division auf- noch in die dritte Liga (National) oder tiefer abgestiegen waren; dazu kamen drei Erstligaabsteiger und sechs Aufsteiger aus der National. Diese 36 Teilnehmer spielten in zwei überwiegend nach regionalen Gesichtspunkten eingeteilten Gruppen (eine mit Mannschaften aus dem Norden und Westen sowie eine mit Teams aus dem Süden und Osten).
Somit spielten in dieser Saison folgende Mannschaften um die Meisterschaft der Division 2:
- Gruppe A: US Orléans, FC Tours, Aufsteiger SO Châtellerault, Absteiger FC Sochaux, FC Montceau, FC Gueugnon, CS Cuiseaux-Louhans, Aufsteiger CL Dijon, CO Le Puy, Olympique Lyon, Aufsteiger FC Grenoble-Dauphiné, FC Sète, Olympique Alès, Olympique Nîmes, FC Martigues, Istres Sports, SEC Bastia, Gazélec FCO Ajaccio
- Gruppe B: die umbenannte US Littoral Dunkerque, US Valenciennes-Anzin, SC Abbeville, AS Beauvais-Marissel, Aufsteiger FC Rouen, Aufsteiger Entente Melun-Fontainebleau, Stade Reims, CO Saint-Dizier, Absteiger AS Nancy, Racing Strasbourg, FC Mulhouse, SM Caen, Absteiger Stade Rennes, EA Guingamp, der umbenannte Quimper Cornouaille FC, Aufsteiger FC Lorient, SCO Angers, AEPB La Roche-sur-Yon

Direkt aufstiegsberechtigt waren nur die jeweiligen Gruppenersten. Dazu kam eine Relegation zwischen dem am schlechtesten platzierten Erstligisten, der nicht direkt abstieg, und dem besten, nicht direkt aufstiegsberechtigten Zweitligisten.

## Saisonverlauf
Jede Mannschaft trug gegen jeden Gruppengegner ein Hin- und ein Rückspiel aus, einmal vor eigenem Publikum und einmal auswärts. Es galt die Zwei-Punkte-Regel; bei Punktgleichheit gab die Tordifferenz den Ausschlag für die Platzierung; war auch diese noch identisch – wie in dieser Saison bei Ajaccio und Tours –, zählte die größere Zahl erzielter Treffer. In Frankreich wird bei der Angabe des Punktverhältnisses ausschließlich die Zahl der Pluspunkte genannt; hier geschieht dies in der in Deutschland zu Zeiten der 2-Punkte-Regel üblichen Notation.
In Gruppe A sorgte der Alleingang des Erstligaabsteigers FC Sochaux-Montbéliard für Schlagzeilen; die „Peugeot-Werkself“ dominierte die Liga, hatte 29 ihrer 34 Punktspiele gewonnen, wies am Saisonende 17 Punkte Vorsprung auf den Tabellenzweiten auf und erreichte zudem auch noch das Finale im Landespokalwettbewerb. Meister der zweiten Division wurden allerdings die Sieger der Gruppe B aus Strasbourg. In der Südostgruppe A ging es dafür im Kampf gegen den Abstieg besonders eng zu; zwei Spieltage vor Abschluss waren noch sieben Mannschaften gefährdet, und am Ende trennten den Tabellen-Zwölften lediglich zwei Punkte vom Schlusslicht. Insgesamt gelang in dieser Spielzeit nur der Hälfte der Drittligaaufsteiger der Klassenerhalt, wobei die „Roten Teufel“ aus Rouen als Vierte ihrer Gruppe sogar einem Platz in der Aufstiegsrelegation recht nahegekommen waren.
In den 612 Begegnungen wurden 1.446 Treffer erzielt; das entspricht einem Mittelwert von 2,36 Toren je Spiel und stellte einen neuen Negativrekord in der Ligahistorie dar. Erfolgreichste Torschützen waren in Gruppe A Stéphane Paille (Sochaux) und Jean-Pierre Orts (Lyon) mit je 18, in Gruppe B Patrick Martet aus Rouen mit 25 Treffern; Letzterer gewann somit auch die Liga-Torjägerkrone. Zur folgenden Spielzeit kamen mit Chamois Niort, Brest Armorique und Le Havre AC drei Absteiger aus der Division 1 hinzu; aus der dritthöchsten Liga stiegen sechs Mannschaften auf: US Créteil, AC Le Touquet, Le Mans UC, FC Annecy, Stade Rodez, FC Clermont-Ferrand – bis auf Le Mans und Clermont allesamt Debütanten in der zweiten Liga.

## Abschlusstabellen

### Gruppe A
| Pl. | Verein                   | Sp. | S  | U  | N  | Tore    | Diff. | Punkte |
| --- | ------------------------ | --- | -- | -- | -- | ------- | ----- | ------ |
| 1.  | FC Sochaux (A)           | 34  | 29 | 3  | 2  | 097:170 | +80   | 61:70  |
| 2.  | Olympique Lyon           | 34  | 18 | 8  | 8  | 065:440 | +21   | 44:24  |
| 3.  | Olympique Alès           | 34  | 15 | 11 | 8  | 039:300 | +9    | 41:27  |
| 4.  | FC Montceau              | 34  | 16 | 8  | 10 | 044:420 | +2    | 40:28  |
| 5.  | US Orléans               | 34  | 13 | 10 | 11 | 042:390 | +3    | 36:32  |
| 6.  | Olympique Nîmes          | 34  | 15 | 6  | 13 | 040:400 | ±0    | 36:32  |
| 7.  | CS Cuiseaux-Louhans      | 34  | 12 | 9  | 13 | 035:340 | +1    | 33:35  |
| 8.  | SEC Bastia               | 34  | 15 | 3  | 16 | 041:520 | −11   | 33:35  |
| 9.  | FC Grenoble-Dauphiné (N) | 34  | 11 | 10 | 13 | 048:610 | −13   | 32:36  |
| 10. | FC Gueugnon              | 34  | 11 | 9  | 14 | 032:280 | +4    | 31:37  |
| 11. | FC Martigues             | 34  | 9  | 13 | 12 | 041:420 | −1    | 31:37  |
| 12. | FC Sète                  | 34  | 8  | 13 | 13 | 034:460 | −12   | 29:39  |
| 13. | CO Le Puy                | 34  | 10 | 8  | 16 | 039:460 | −7    | 28:40  |
| 14. | Istres Sports            | 34  | 10 | 8  | 16 | 039:480 | −9    | 28:40  |
| 15. | CL Dijon (N)             | 34  | 9  | 10 | 15 | 026:400 | −14   | 28:40  |
| 16. | Gazélec FCO Ajaccio      | 34  | 9  | 9  | 16 | 029:440 | −15   | 27:41  |
| 17. | FC Tours                 | 34  | 10 | 7  | 17 | 025:400 | −15   | 27:41  |
| 18. | SO Châtellerault (N)     | 34  | 10 | 7  | 17 | 026:490 | −23   | 27:41  |

Platzierungskriterien: 1. Punkte – 2. Tordifferenz – 3. geschossene Tore

| (A) | Absteiger aus der Division 1 1986/87 |
| (N) | Neuaufsteiger                        |

### Gruppe B
| Pl. | Verein                          | Sp. | S  | U  | N  | Tore    | Diff. | Punkte |
| --- | ------------------------------- | --- | -- | -- | -- | ------- | ----- | ------ |
| 1.  | Racing Strasbourg               | 34  | 20 | 9  | 5  | 056:220 | +34   | 49:19  |
| 2.  | SM Caen                         | 34  | 20 | 9  | 5  | 054:220 | +32   | 49:19  |
| 3.  | FC Mulhouse                     | 34  | 19 | 7  | 8  | 049:310 | +18   | 45:23  |
| 4.  | FC Rouen (N)                    | 34  | 16 | 8  | 10 | 065:460 | +19   | 40:28  |
| 5.  | AS Nancy (A)                    | 34  | 13 | 12 | 9  | 044:310 | +13   | 38:30  |
| 6.  | SCO Angers                      | 34  | 14 | 10 | 10 | 039:380 | +1    | 38:30  |
| 7.  | Stade Reims                     | 34  | 12 | 11 | 11 | 042:400 | +2    | 35:33  |
| 8.  | USL Dunkerque                   | 34  | 11 | 12 | 11 | 034:340 | ±0    | 34:34  |
| 9.  | US Valenciennes-Anzin           | 34  | 10 | 13 | 11 | 035:430 | −8    | 33:35  |
| 10. | Stade Rennes (A)                | 34  | 11 | 10 | 13 | 033:330 | ±0    | 32:36  |
| 11. | SC Abbeville                    | 34  | 11 | 9  | 14 | 031:360 | −5    | 31:37  |
| 12. | EA Guingamp                     | 34  | 9  | 13 | 12 | 042:550 | −13   | 31:37  |
| 13. | AS Beauvais-Marissel            | 34  | 9  | 13 | 12 | 023:370 | −14   | 31:37  |
| 14. | Quimper Cornouaille FC          | 34  | 10 | 9  | 15 | 042:430 | −1    | 29:39  |
| 15. | AEPB La Roche-sur-Yon           | 34  | 9  | 8  | 17 | 033:400 | −7    | 26:42  |
| 16. | CO Saint-Dizier                 | 34  | 9  | 7  | 18 | 025:400 | −15   | 25:43  |
| 17. | Entente Melun-Fontainebleau (N) | 34  | 7  | 9  | 18 | 023:460 | −23   | 23:45  |
| 18. | FC Lorient (N)                  | 34  | 6  | 11 | 17 | 034:670 | −33   | 23:45  |

Platzierungskriterien: 1. Punkte – 2. Tordifferenz – 3. geschossene Tore

| (A) | Absteiger aus der Division 1 1986/87 |
| (N) | Neuaufsteiger                        |

## Ermittlung des Meisters
Die beiden Gruppensieger trafen in Hin- und Rückspiel aufeinander, um den diesjährigen Meister der Division 2 zu ermitteln. Dabei setzte Strasbourg sich in beiden Begegnungen (1:0 und 2:1) gegen Sochaux durch und gewann so die diesjährige Zweitligameisterschaft.
| Gruppe A   | Gesamt | Gruppe B          | Hinspiel | Rückspiel |
| ---------- | ------ | ----------------- | -------- | --------- |
| FC Sochaux | 1:3    | Racing Strasbourg | 1:2      | 0:1       |

## Relegation
Die Gruppenzweiten und -dritten kämpften in einer zweistufigen Ausscheidung darum, wer von ihnen gegen den Erstliga-18. Chamois Niort um einen weiteren Aufstiegsplatz in die höchste Spielklasse spielen durfte. Zunächst trafen die beiden Gruppenzweiten in einem einzigen Spiel jeweils auf den Dritten der anderen Gruppe; hierbei setzten sich Caen gegen Alès, wenn auch erst im Elfmeterschießen (1:1 nach Verlängerung, 3:2 i. E.), sowie Lyon gegen Mulhouse mit 4:0 durch und trafen anschließend – nun wieder in Hin- und Rückspiel – aufeinander. Dabei unterlagen die Normannen in Lyon 1:2, setzten sich vor eigenem Publikum aber mit 2:0 durch.
Danach trennten sich Niort und Caen zunächst mit 1:1, das Rückspiel sah einen deutlichen 3:0-Erfolg Caens, das somit als dritter Zweitdivisionär in die Division 1 aufstieg.
|                              | Ergebnis              |                              |
| ---------------------------- | --------------------- | ---------------------------- |
| Olympique Lyon (2. Gruppe A) | 4:0                   | FC Mulhouse (3. Gruppe B)    |
| SM Caen (2. Gruppe B)        | 1:1 n. V. (3:2 i. E.) | Olympique Alès (3. Gruppe A) |

| Sieger Spiel 1 | Gesamt | Sieger Spiel 2 | Hinspiel | Rückspiel |
| -------------- | ------ | -------------- | -------- | --------- |
| Olympique Lyon | 2:3    | SM Caen        | 2:1      | 0:2       |

| Division 1    | Gesamt | Division 2 | Hinspiel | Rückspiel |
| ------------- | ------ | ---------- | -------- | --------- |
| Chamois Niort | 1:2    | SM Caen    | 1:1      | 0:3       |